# غودفري تانر
غودفري تانر (بالإنجليزية: Godfrey Tanner)‏ هو باحث في تاريخ العصور الكلاسيكية أسترالي، ولد في 24 سبتمبر 1927 في بريزبان في أستراليا، وتوفي في 10 يوليو 2002 في نيوكاسل في أستراليا.